# 堂上剛裕
堂上 剛裕（どのうえ たけひろ、1985年5月27日 - ）は、愛知県春日井市出身の元プロ野球選手（外野手、内野手）。右投左打。
実父は元中日ドラゴンズ投手の堂上照、実弟は中日ドラゴンズで内野手としてプレーした堂上直倫。剛裕自身も現役選手時代に中日に10年間所属し、巨人への移籍を挟んで2020年からは中日の球団職員を務める。

## 経歴

### プロ入り前
春日井市立山王小学校、春日井市立知多中学校を経て愛工大名電高校に進学した。少年時代、父・照に連れられて中日ドラゴンズの屋内練習場を訪ねたことがあり、その際に大豊泰昭らから優しい言葉をかけてもらったことから、それ以来中日に憧れるようになったという。愛工大名電高校在学中には、2年時の2002年春に第74回選抜高等学校野球大会、3年時の2003年に第75回選抜高等学校野球大会と第85回全国高等学校野球選手権大会で阪神甲子園球場に登場。また、対外試合で通算46本塁打を放った。
2003年のNPBドラフト会議前には父の古巣である中日のほか、ドラフト2巡目指名の好条件を用意した大阪近鉄バファローズなど6球団から獲得に向けた調査があったが、本人は中日以外に指名された場合、セレクションで合格していた東海大学に進学する旨を表明、同年11月20日のドラフト会議当日には内野手として希望通り中日から6巡目指名を受けた。契約金6000万円、年俸600万円（金額は推定）という条件で入団した。背番号は63。プロ入りにあたり、将来の目標として三冠王獲得を掲げた。

### 中日時代
2004年、実父の照が寮長を務める球団合宿所「昇竜館」でプロ生活を始めたが、二軍生活に終始した。
2005年、ウエスタン・リーグ公式戦では、主に一塁手として、チームで2番目に多い78試合の出場で打率.293を記録。2005年9月10日の対読売ジャイアンツ（巨人）戦（東京ドーム）6回表に、代打で一軍公式戦へのデビューを果たした。
2006年、ウエスタン・リーグ公式戦で打率.250を記録しながら、一軍公式戦への出場機会がなかった。シーズン終了後にハワイ・ウィンターリーグへ派遣されると、中日で守った経験のない外野手として強肩を披露した。
2007年、ポジション登録を外野手へ変更する一方で、実弟の直倫が、自身と同じく愛工大名電高校から入団。実父の照と合わせて、親子3人で中日に在籍することになった。自身は、ウエスタン・リーグ公式戦で打率が一時.404にまで達するほど好調だったことを背景に、6月19日の対オリックス・バファローズ戦（富山アルペンスタジアム）で、「6番・一塁手」として一軍公式戦で初めて先発出場した。7月27日から明治神宮野球場で催された東京ヤクルトスワローズとの3連戦では、同日の第1戦で一軍公式戦初安打・初打点、29日の第3戦で初本塁打を相次いで記録した。8月11日の対巨人戦（ナゴヤドーム）では、延長12回裏に代打へ起用されると、姜建銘からサヨナラ3点本塁打を放っている。レギュラーシーズン全体では、一軍公式戦37試合の出場で2本塁打、11打点、打率.286を記録。チームのセントラル・リーグ優勝・クライマックスシリーズ（CS）突破を経て臨んだ北海道日本ハムファイターズとの日本シリーズにも、全5試合中2試合で代打に起用された。
2008年、一軍公式戦で終盤の1試合に先発起用されただけで、シーズン終了後に昇竜館を退寮。実父の照も寮長を退いた。
2009年、直倫と共に春季キャンプを二軍で過ごしたものの、2月20日の練習試合に揃って出場すると、いずれも本塁打を放った。3月1日の日本ハムとのオープン戦でも、8回表に先頭打者の3番・直倫が金森敬之から本塁打を放つと、4番・新井良太が四球で出塁した後に、5番打者として金森から2点本塁打を記録している。オープン戦を含むNPBの公式戦で同一チームに所属する実の兄弟が同一イニングで本塁打を放った事例は28年ぶり3組目だが、1970年以降のオープン戦では初めてであった。レギュラーシーズンでは一軍公式戦9試合に出場したが、打率.154のノーアーチでシーズンを終えた。
2010年、レギュラーシーズンでは、一軍公式戦58試合の出場で2本塁打、17打点、打率.247を記録。主に代打で起用されたほか、直倫と揃って先発出場することもあった。8月6日の対阪神タイガース戦で、兄弟揃っての適時打でチームの大勝に貢献したことから、兄弟で初めてヒーローインタビューを受けた。チームが阪神との間でセ・リーグの優勝を争っていた9月22日の直接対決（いずれもナゴヤドーム）では、同点で迎えた9回裏一死満塁の場面で代打に起用。藤川球児から一塁へのゴロを放ったものの、ゴロを捕球したクレイグ・ブラゼルの本塁悪送球でチームがサヨナラ勝利を収めたことから、単独でもヒーローインタビューに臨んでいる。
2011年、一軍公式戦では開幕から絶好調で、6月までは打率が4割を超えていた。実際にはジョエル・グスマンと佐伯貴弘の加入などによって、前年に続いて主に代打で起用されたが、7月1日の対巨人戦（東京ドーム）では9回表二死満塁の場面で代打で登場。久保裕也から走者を一掃する適時三塁打を放った。久保に対しては、10月9日の対戦（ナゴヤドーム）でも、延長10回裏一死一・二塁から代打でサヨナラ適時打を放っている。このシーズンは64試合に出場し、打率.287を記録した。シーズン終了後の12月に結婚した。
2012年、自身の誕生日であった5月27日の対福岡ソフトバンクホークス戦（ナゴヤドーム）で一軍公式戦でのシーズン初本塁打を放つと、右翼のレギュラー候補だった平田良介の不調などを背景に、右翼手として先発出場する機会が増加。レギュラーシーズンの一軍公式戦に85試合の出場で4本塁打（いずれも自己最多）を記録すると、チームのレギュラーシーズン2位・ヤクルトとのCSファーストステージ突破で臨んだ巨人とのCSファイナルステージでは、10月19日の第3戦（東京ドーム）に代打で決勝適時打を放った。
2013年、一軍公式戦への出場は44試合どまりで、主に代打で起用されながら、シーズン通算の打率・得点圏打率とも1割台に落ち込んだ。
2014年、一軍公式戦6試合の出場に留まり、10月1日に球団から戦力外通告を受けた。

### 巨人時代
2014年11月17日に、巨人への入団が発表された。育成選手としての契約で、入団当初の背番号は014。
2015年、春季キャンプ中の2月23日に支配下選手契約へ移行するとともに、背番号を91に変更。2月28日には、ヤクルトとのオープン戦で1回の守備中に右手の親指を痛めながら、その後に2度打席に立ったことで首脳陣を驚かせた。試合後に右手親指の骨折が判明したものの、レギュラーシーズン開幕後の5月12日に一軍へ復帰すると、同日の対広島東洋カープ戦（東京ドーム）に「6番・左翼手」として先発出場。当時広島のエースだった先発・前田健太からの2安打1打点でチームの勝利に貢献したことから、移籍後最初の一軍公式戦にしてヒーローインタビューを受けた。一軍公式戦には、通算59試合の出場で、3本塁打、13打点、打率.276という成績を残した。シーズン終了後に、背番号を51へ変更。
2016年、左の代打要員として、一軍公式戦43試合に出場。2本塁打を放った一方で、打率は.167にまで低下した。
2017年、イースタン・リーグ公式戦102試合に出場すると、打率.297、5本塁打、33打点を記録。しかし、中日時代の2006年以来11年ぶりに、一軍公式戦への出場機会がなかった。10月28日に球団から戦力外通告を受けたことがきっかけで、翌29日に現役引退を表明。

### 現役引退後
2019年まで巨人に在籍。2018年にはスカウト（アマチュア選手担当）、2019年にはファームのコーチ（打撃兼外野守備担当）を務めた。その一方で、スカウト時代の2018年2月10日には、巨人のOBとして「読売巨人軍宮崎キャンプ60年記念　ジャイアンツvsホークスOB戦」（サンマリンスタジアム宮崎）に参加。2回裏に中畑清の代走から出場すると、3回裏の初打席でホークスOBの若田部健一から満塁本塁打を放つなど、6打点を挙げる活躍でチームの勝利に貢献した。
2020年1月1日付で、中日球団へ職員として6年ぶりに復帰。同年中は嘱託契約で、イベントなどの業務に従事する。球団の幹部は、「OB（元選手）であることに加えて、性格が真面目なので、将来ドラゴンズを担えるようにさまざまな部署を経験して欲しい」との期待から、2021年以降に堂上を正規の職員へ登用することを示唆している。

## 選手としての特徴・人物
チーム屈指のスイングスピードとパワーを誇る。豪快で勝負強い打撃が持ち味であり、主に代打の切り札として活躍した。守備はあまり得意ではなかったが、強肩で常に全力プレーを心掛けていた。
打席に入る前はベンチ裏に移動し、1人でバットをじっと見つめて精神統一を行っていた。
愛称は堂上の「ド」と兄貴の「ニキ」を足した「ドニキ」。中日ファンからは「あんちゃん（兄ちゃん）」という愛称でも呼ばれていた。
休日や練習日の球場でも、最後まで1人で黙々とマシン打撃を打ち続けるなど非常に練習熱心な選手であった。
チームメイトから慕われる人望が厚い選手であった。

## 詳細情報

### 年度別打撃成績
| 年 度     | 球 団     | 試 合 | 打 席 | 打 数 | 得 点 | 安 打 | 二 塁 打 | 三 塁 打 | 本 塁 打 | 塁 打 | 打 点 | 盗 塁 | 盗 塁 死 | 犠 打 | 犠 飛 | 四 球 | 敬 遠 | 死 球 | 三 振 | 併 殺 打 | 打 率 | 出 塁 率 | 長 打 率 | O P S |
| --------- | --------- | ----- | ----- | ----- | ----- | ----- | -------- | -------- | -------- | ----- | ----- | ----- | -------- | ----- | ----- | ----- | ----- | ----- | ----- | -------- | ----- | -------- | -------- | ----- |
| 2005      | 中日      | 1     | 1     | 1     | 0     | 0     | 0        | 0        | 0        | 0     | 0     | 0     | 0        | 0     | 0     | 0     | 0     | 0     | 1     | 0        | .000  | .000     | .000     | .000  |
| 2007      | 中日      | 37    | 82    | 77    | 8     | 22    | 2        | 1        | 2        | 32    | 11    | 0     | 0        | 0     | 0     | 4     | 0     | 1     | 14    | 0        | .286  | .329     | .416     | .745  |
| 2008      | 中日      | 1     | 3     | 2     | 1     | 0     | 0        | 0        | 0        | 0     | 0     | 0     | 0        | 0     | 0     | 1     | 0     | 0     | 1     | 0        | .000  | .333     | .000     | .333  |
| 2009      | 中日      | 9     | 14    | 13    | 1     | 2     | 0        | 0        | 0        | 2     | 1     | 0     | 0        | 0     | 1     | 0     | 0     | 0     | 3     | 0        | .154  | .143     | .154     | .297  |
| 2010      | 中日      | 58    | 104   | 97    | 11    | 24    | 5        | 0        | 2        | 35    | 17    | 0     | 0        | 2     | 1     | 4     | 1     | 0     | 18    | 2        | .247  | .275     | .361     | .635  |
| 2011      | 中日      | 64    | 117   | 108   | 11    | 31    | 10       | 1        | 1        | 46    | 15    | 0     | 0        | 0     | 0     | 7     | 1     | 2     | 20    | 4        | .287  | .342     | .426     | .768  |
| 2012      | 中日      | 85    | 166   | 156   | 10    | 44    | 8        | 0        | 4        | 64    | 17    | 1     | 1        | 1     | 1     | 8     | 2     | 0     | 36    | 4        | .282  | .315     | .410     | .725  |
| 2013      | 中日      | 44    | 52    | 41    | 3     | 8     | 2        | 1        | 1        | 15    | 6     | 0     | 0        | 0     | 0     | 9     | 0     | 2     | 12    | 1        | .195  | .365     | .366     | .731  |
| 2014      | 中日      | 6     | 5     | 5     | 1     | 1     | 0        | 0        | 0        | 1     | 0     | 0     | 0        | 0     | 0     | 0     | 0     | 0     | 3     | 0        | .200  | .200     | .200     | .400  |
| 2015      | 巨人      | 59    | 104   | 98    | 7     | 27    | 9        | 1        | 3        | 47    | 13    | 0     | 0        | 1     | 1     | 4     | 0     | 0     | 20    | 6        | .276  | .301     | .480     | .781  |
| 2016      | 巨人      | 43    | 53    | 48    | 4     | 8     | 2        | 0        | 2        | 16    | 6     | 0     | 0        | 0     | 0     | 4     | 0     | 1     | 11    | 2        | .167  | .245     | .333     | .578  |
| NPB：11年 | NPB：11年 | 407   | 701   | 646   | 57    | 167   | 38       | 4        | 15       | 258   | 86    | 1     | 1        | 4     | 4     | 41    | 4     | 6     | 139   | 19       | .259  | .307     | .399     | .706  |

### 年度別守備成績
| 年 度     | 球 団     | 一塁  | 一塁  | 一塁  | 一塁  | 一塁  | 一塁     | 外野  | 外野  | 外野  | 外野  | 外野  | 外野     | 外野 |
| 年 度     | 球 団     | 試 合 | 刺 殺 | 補 殺 | 失 策 | 併 殺 | 守 備 率 | 試 合 | 刺 殺 | 補 殺 | 失 策 | 併 殺 | 守 備 率 |      |
| --------- | --------- | ----- | ----- | ----- | ----- | ----- | -------- | ----- | ----- | ----- | ----- | ----- | -------- | ---- |
| 2007      | 中日      | 2     | 13    | 1     | 0     | 0     | 1.000    | 19    | 22    | 1     | 0     | 0     | 1.000    |      |
| 2008      | 中日      | -     | -     | -     | -     | -     | -        | 1     | 1     | 0     | 0     | 0     | 1.000    |      |
| 2009      | 中日      | -     | -     | -     | -     | -     | -        | 3     | 1     | 0     | 0     | 0     | 1.000    |      |
| 2010      | 中日      | -     | -     | -     | -     | -     | -        | 22    | 25    | 0     | 0     | 0     | 1.000    |      |
| 2011      | 中日      | -     | -     | -     | -     | -     | -        | 26    | 30    | 2     | 0     | 1     | 1.000    |      |
| 2012      | 中日      | -     | -     | -     | -     | -     | -        | 44    | 60    | 0     | 0     | 0     | 1.000    |      |
| 2013      | 中日      | -     | -     | -     | -     | -     | -        | 12    | 9     | 0     | 0     | 0     | 1.000    |      |
| 2015      | 巨人      | -     | -     | -     | -     | -     | -        | 22    | 30    | 0     | 0     | 0     | 1.000    |      |
| 2016      | 巨人      | 1     | 9     | 1     | 0     | 0     | 1.000    | 5     | 3     | 0     | 0     | 0     | 1.000    |      |
| NPB：11年 | NPB：11年 | 3     | 22    | 2     | 0     | 0     | 1.000    | 152   | 181   | 3     | 0     | 1     | 1.000    |      |

### 記録
- 初出場：2005年9月10日、対読売ジャイアンツ18回戦（東京ドーム）、6回表に鈴木義広の代打で出場
- 初打席：同上、6回表にブライアン・シコースキーの前に空振り三振
- 初先発出場：2007年6月19日、対オリックス・バファローズ3回戦（富山市民球場アルペンスタジアム）、6番・一塁手で先発出場
- 初安打：2007年7月27日、対東京ヤクルトスワローズ15回戦（明治神宮野球場）、6回表に吉川昌宏から右中間二塁打
- 初打点：同上、7回表に遠藤政隆から右中間2点適時三塁打
- 初本塁打：2007年7月29日、対東京ヤクルトスワローズ17回戦（明治神宮野球場）、2回表に館山昌平から中越ソロ
- 初盗塁：2012年6月29日、対読売ジャイアンツ7回戦（東京ドーム）、5回表に二盗（投手：澤村拓一、捕手：阿部慎之助）

### 登場曲
- 「Whoa」Lil' Kim（2008 - 2009年）
- 「カーニバる?」ナオト・インティライミ（2010年）
- 「ランウェイ☆ビート」FUNKY MONKEY BABYS（2011年）
- 「SPEED TK RE-MIX(TK CLUB MIX)」（2012年）
- 「花唄」GReeeeN（2012年）
- 「Bolero」Def Tech（2013年）
- 「Emotions」MAN WITH A MISSION（2014年）
- 「Eye Of The Tiger」Survivor（2015年）
- 「祈り花」平井大（2015年8月-2016年）
- 「The Beginning」ONE OK ROCK（2016年 - 2017年）
- 「Raise your flag」MAN WITH A MISSION（2016年）

### 背番号
- 63（2004年 - 2014年）
- 014（2015年 - 同年途中）
- 91（2015年途中 - 同年終了）
- 51（2016年 - 2017年）
- 103（2019年）